# Jean Rhys
Jean Rhys, született Ella Gwendolyn Rees Williams (Roseau, 1890. augusztus 24. – Exeter, 1979. május 14.) brit regényíró, a karibi Dominika szigetén született és nőtt fel. 16 éves korától főként Angliában élt, ahová tanulmányai miatt küldték. Leginkább a Wide Sargasso Sea (1966) című regényéről ismert, amelyet Charlotte Brontë Jane Eyre-jének előzményeként írt. 1978-ban a Brit Birodalom Rendjének (CBE) parancsnokává nevezték ki írásáért.

## Fiatalkora
Rhys apja, William Rees Williams walesi orvos volt, anyja, Minna Williams, született Lockhart, harmadik generációs skót dominikai kreol származású. (A „kreol” szót akkoriban széles körben használták a szigeten született személyekre, függetlenül attól, hogy európai vagy afrikai származásúak, vagy mindkettő.) Volt egy testvére. Anyja családjának birtoka volt, egykori ültetvénye a szigeten.
Rhys 16 éves koráig Dominikán tanult, amikor is Angliába küldték egy nagynénjéhez, mivel anyjával nehéz volt a kapcsolata. A cambridge-i Perse School for Girls iskolába járt, ahol kívülállóként és akcentusa miatt csúfolták. 1909-re két félévet járt a londoni Királyi Drámai Művészet Akadémiára. Oktatói kétségbeestek amiatt, hogy valaha is megtanul "rendesen" beszélni és azt tanácsolták apjának, hogy vigye el. Mivel nem tudta színésznőnek képezni magát, és nem volt hajlandó visszatérni a Karib-térségbe, ahogy szülei kívánták, ezért kóruslányként dolgozott változatos sikerekkel, felvette a Vivienne, Emma vagy Ella Gray nevet. Bejárta Nagy-Britannia kisvárosait, és visszatért London lepusztult negyedeinek szobáiba vagy panzióiba.
Miután apja 1910-ben meghalt, úgy tűnt, Rhys kísérletezett azzal, hogy félvilági nőként éljen. A gazdag tőzsdeügynök, Lancelot Gray Hugh Smith szeretője lett, akinek apja, Hugh Colin Smith a Bank of England kormányzója volt. Noha agglegény volt, Smith nem kérte feleségül Rhyst és kapcsolatuk hamarosan véget is ért. Alkalmanként azonban továbbra is anyagi segítséget nyújtott. Az események, köztük egy majdnem végzetes abortusz (nem Smith gyermeke) miatt megrendülten Rhys elkezdett írni, és elkészítette Voyage in the Dark című regényének korai változatát. 1913-ban egy ideig önálló vállalkozóként dolgozott Londonban.
Az első világháború alatt Rhys önkéntes munkásként szolgált egy katonai étkezdében. 1918-ban egy nyugdíjhivatalban dolgozott.

## Házassága és családja
1919-ben Rhys házasságot kötött Willem Johan Marie (Jean) Lenglet francia-holland újságíró, kém és dalszerzővel. Három férje közül ő volt az első. Lenglettel együtt vándoroltak Európában. Két gyermekük született, egy fiatalon meghalt fiuk és egy lányuk. 1933-ban elváltak, lánya többnyire az apjával élt.
A következő évben Rhys összeházasodott Leslie Tilden-Smith angol szerkesztővel. 1936-ban rövid időre Dominikába mentek, akkor Rhys először tért vissza, mióta elment az iskolába. Úgy találta, hogy családi birtoka egyre romlik, és a sziget körülményei kevésbé kellemesek. Bátyja, Oscar Angliában élt és néhány anyagi ügyet elintézett neki, valamint egyezséget kötött a szigeten egy vegyes rasszú nővel és Oscar törvénytelen gyermekeivel.
1937-ben Rhys barátságot kötött Eliot Bliss regényíróval (aki két olyan szerző tiszteletére vette fel keresztnevét, akiket csodált). A két nő közös karibi származású. Fennmaradt köztük a levelezés.
1939-ben Rhys és Tilden-Smith Devonba költözött, ahol több évig éltek. Férje 1945-ben halt meg. 1947-ben Rhys hozzáment Max Hamer ügyvédhez, aki Tilden-Smith unokatestvére volt, és akit házasságuk után csalásért elítéltek és bebörtönözték. Max Hamer 1966-ban halt meg.

## Írói karrier

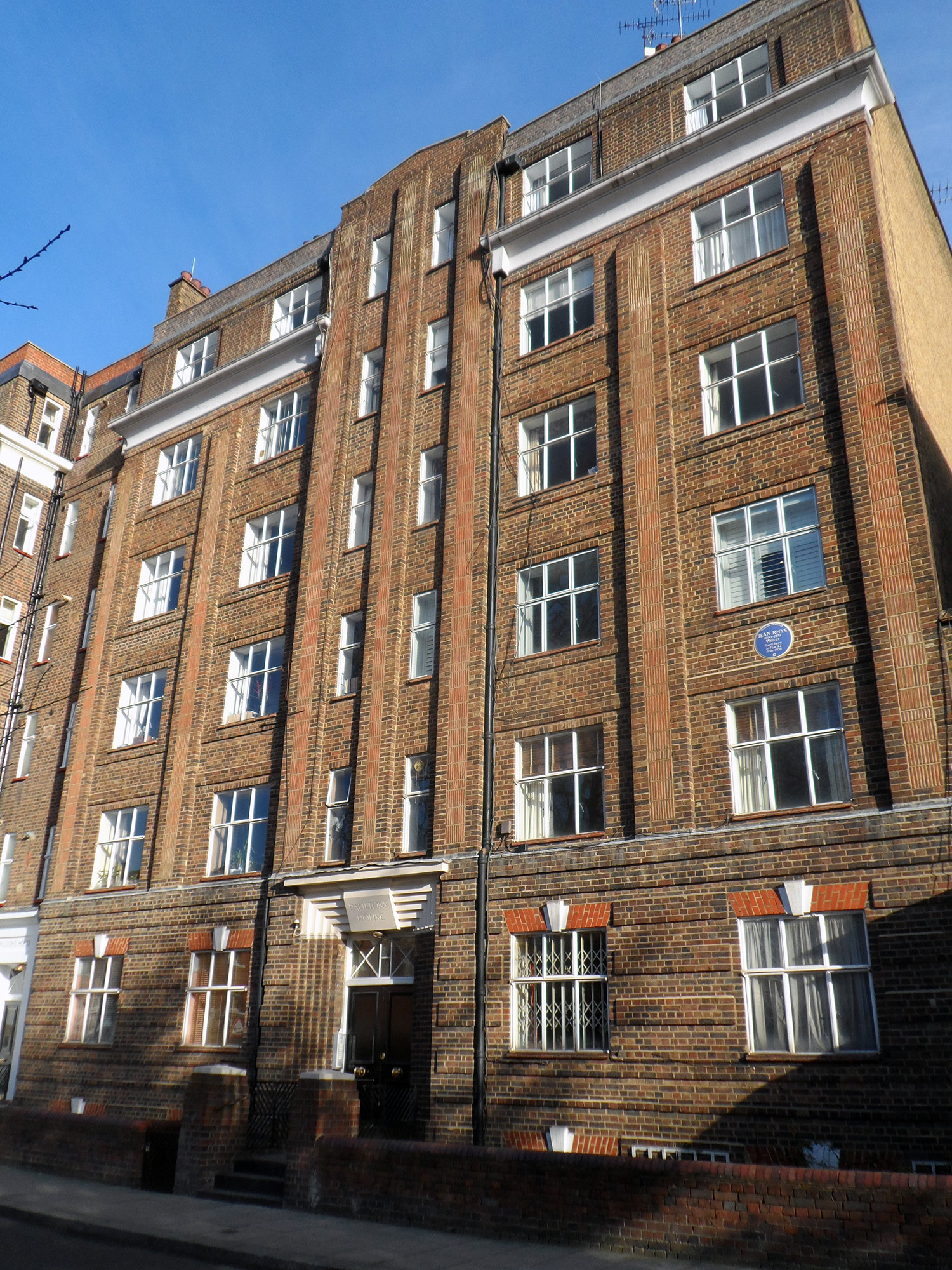
Paultons Square, Chelsea, itt élt a 22-es lakásban 1936-1938-ban.

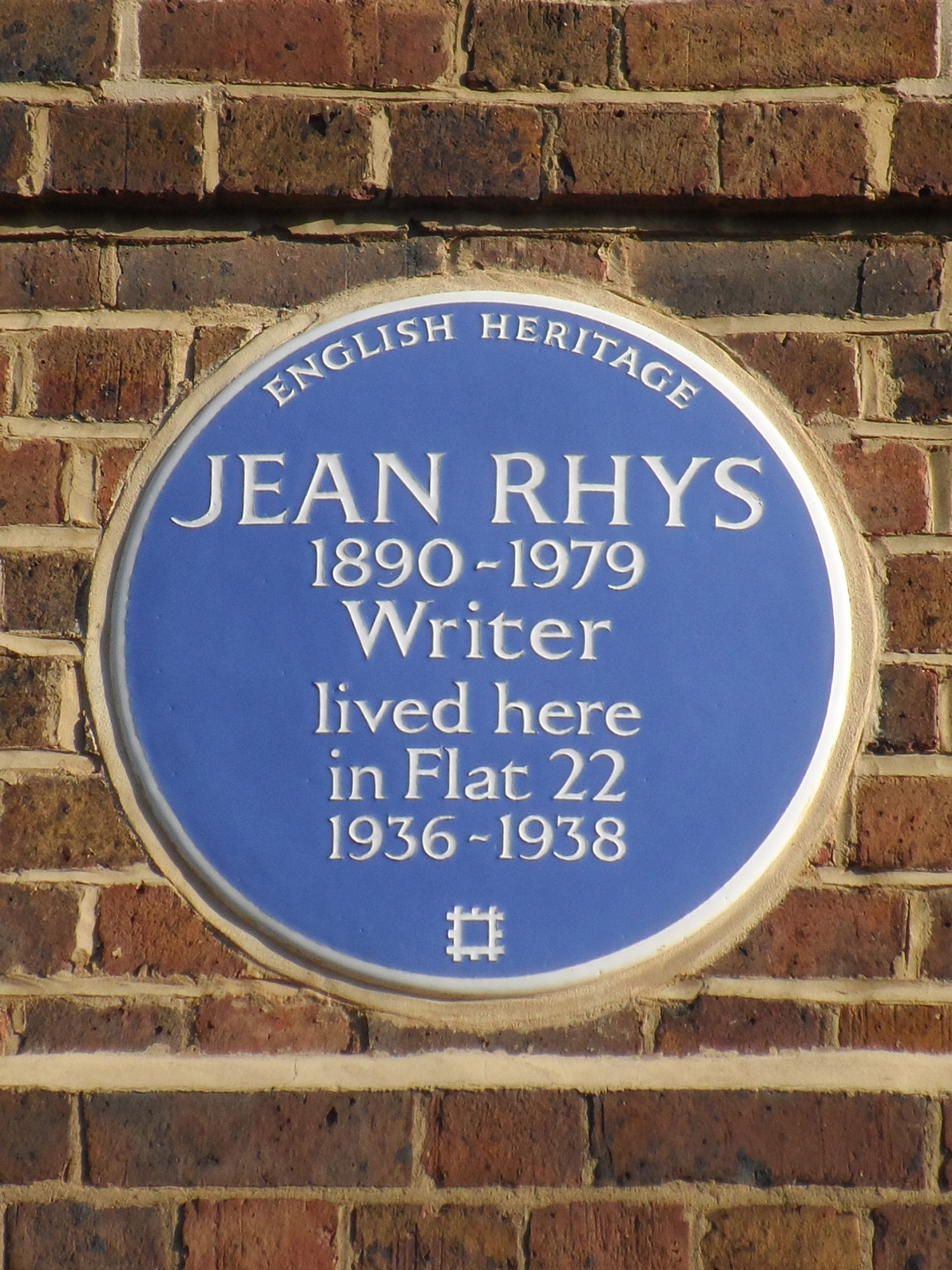
Emléktábla a Paultons House falán.

1924-ben Rhys Ford Madox Ford angol író befolyása alá került. Miután Párizsban találkozott Forddal, Rhys novellákat írt az ő védnöksége alatt. Ford felismerte, hogy száműzetésként szerzett tapasztalata egyedi nézőpontot adott Rhysnek és dicsérte "egyedülálló formaösztönét".
Ford volt az, aki azt javasolta, hogy változtassa meg a nevét Ella Williamsről Jean Rhys-re. Akkoriban a férje börtönben volt valuta-szabálytalanságok miatt.
Rhys összeköltözött Forddal és régi partnerével, Stella Bowennel. Viszony alakult ki Forddal, amit a Quartet (1928) című regényében fiktív formában jelenített meg. Főszereplője egy megrekedt külföldi, Marya Zelli, aki idegenek kiszolgáltatottjaként találja magát, amikor férjét bezárják Párizsban. A regény 1981-es filmadaptációja, amelyet a Merchant Ivory Productions készített, Maggie Smith, Isabelle Adjani, Anthony Higgins és Alan Bates főszereplésével készült.
Az After Leaving Mr. Mackenzie-ben (1931) a főszereplő, Julia Martin Marya Zelli kidolgozottabb változata, aki romantikus párizsi kávézókban és olcsó szállodai szobákban lakik.
A Voyage in the Dark (1934) című történetben Rhys továbbra is egy bántalmazott, gyökértelen nőt ábrázolt. Itt a narrátor, Anna egy fiatal kóristalány, aki Nyugat-Indiában nőtt fel, és Angliában idegennek érzi magát.
A Good Morning, Midnight (1939) című könyvét gyakran Rhys első két regénye folytatásának tekintik. Itt módosult tudatállapotú gondolatokat leíró szöveggel mutatja be egy idősödő nő, Sasha Jansen élményeit, aki iszik, altatót szed, megszállottan foglalkozik kinézetével, és ismét Párizsban sodródik. A regényt jól megírtnak, de lehangolónak ítélték, mert a második világháború kitörésekor jelent meg, de az olvasók optimizmusra törekedtek. Ezzel látszólag véget ért Rhys irodalmi pályafutása.
Az 1940-es években Rhys nagyrészt kivonult a közéletből. 1955-től 1960-ig a cornwalli Bude-ban élt, ahol boldogtalan volt, és "Bude the Obscure"-nek nevezte, mielőtt Cheriton Fitzpaineba, egy kis devoni faluba költözött.
Hosszú távollét után Selma Vaz Dias fedezte fel újra, aki 1949-ben hirdetést adott fel a New Statesmanben, ahol a hollétéről érdeklődött, hogy megszerezze a Good Morning, Midnight című regényének rádiós adaptációjának jogát. Rhys válaszolt, majd ezt követően hosszan tartó és együttműködésen alapuló barátság alakult ki Vaz Dias-szal, aki arra ösztönözte, hogy kezdjen újra írni. Ez a bátorítás vezetett végül 1966-ban a kritikusok által elismert Wide Sargasso Sea című regényének megjelenéséhez. Narrátornak szánta azt a nőt, akit Rochester feleségül vett és akit a padlásán tartott a Jane Eyre-ben. A könyv jóval Bude-i letelepedése előtt kezdődött, és 1967-ben elnyerte a WH Smith Irodalmi Díjat. Visszatért a dominancia és a függőség témáihoz, különösen a házasságban, bemutatva a kölcsönösen fájdalmas viszonyt egy kiváltságos angol férfi és egy dominikai kreol nő között, a tehetetlenséget amiatt, hogy mások becsapják és kényszerítik. A férfi és a nő is a másik partnerről alkotott téves feltételezések alapján köt házasságot. Női főszereplője hozzámegy Mr. Rochesterhez és Angliában „őrült nőként a padláson” megromlik. Rhys egészen más szemszögből ábrázolja ezt a nőt, mint a Jane Eyre-ben. A könyvből film-, opera- és rádióadaptáció is készült.
1968-ban André Deutsch kiadta Rhys novelláinak gyűjteményét Tigers Are Better-Looking címmel, amelyből nyolc az 1950-es évek homályos időszakában íródott, kilencet pedig 1927-ben megjelent The Left Bank and Other Stories című gyűjteményéből. 1969-es, „I Spy a Stranger” című novelláját, amelyet a Penguin Modern Stories adott ki, 1972-ben TV-re adaptálták a BBC Thirty-Minute Theatre számára Mona Washbourne, Noel Dyson, Hanah Maria Pravda és Basil Dignam főszereplésével. Deutsch 1976-ban újabb novellagyűjteményt adott ki Sleep It Off Lady címmel, amely 16 darabból áll a 19. század végétől kezdődő, körülbelül 75 éves időszakból.

## Későbbi évek
1960-tól élete hátralévő részében Rhys a devoni Cheriton Fitzpaineban élt, amelyet egykor úgy jellemez, hogy "egy unalmas hely, ahol még az ital sem tud sokat élénkíteni". Jellemző, hogy nem nyűgözte le az irodalmi hírnévhez való megkésett felemelkedése, és így kommentálta: "Túl későn jött." Egy röviddel halála előtt adott interjúban megkérdőjelezte, hogy bármelyik regényíró, nem utolsósorban ő maga, valaha is boldog lehet-e bármennyi ideig: "Ha választhatnék, inkább örülnék, mint írnék… ha újra élhetném az életem és választhatnék…”

## Halála
Jean Rhys 1979. május 14-én halt meg Exeterben 88 évesen, mielőtt elkészült egy önéletrajza, amelyet csak hónapokkal korábban kezdett el diktálni. 1979-ben posztumusz adták ki a hiányos szöveget Smile Please: An Unfinished Autobiography (Mosolyogj kérlek: Befejezetlen önéletrajz) címmel.

## Öröksége és díjai
Egy 1974-es New York Times Book Review írásbeli méltatásában Alfred Alvarez Jean Rhyst „a lehető legjobb élő angol regényírónak” nevezte.
Jean Rhyst az 1978-as újévi kitüntetésen nevezték ki CBE-nek.
Polly Teale 2003-as könyve és színpadi darabja: After Mrs Rochester Jean Rhys életén és leghíresebb könyvén, a Wide Sargasso-Sea-n alapul.
2012-ben az English Heritage kék táblával jelölte meg Chelsea-i lakását a Paultons Square-en lévő Paulton House-ban.
2020-ban egy Rhys tulajdonában lévő toll (egy másik Andrea Levyé) bekerült a Royal Society of Literature történelmi gyűjteményébe a Roll Book aláírására.

## Levéltár
Rhys összegyűjtött iratait a Tulsai Egyetem McFarlin Könyvtárában tárolják. Jean Rhys-re vonatkozó kutatási anyagok szintén megtalálhatók a British Library Margaret Ramsey Ltd. archívumában, amely a munkái adaptációinak színpadi és filmes jogairól szól. A British Library Jean Rhys és Patrick Garland közötti leveleket is tart az „I Spy a Stranger” adaptációjáról és a „Quartet”-ről.

## Válogatott művei
- The Left Bank and Other Stories, 1927
- Postures, regény, 1928 (Az Egyesült Államokban Quartet címmel adták ki. 1929)
- After Leaving Mr. Mackenzie, regény, 1931
- Voyage in the Dark, regény, 1934
- Good Morning, Midnight, regény, 1939
  - A sötétség utasa / Jó reggelt, éjfél – Európa, Budapest, 1974 · ISBN 963-07-0010-7 · fordította: Udvarhelyi Hanna
- Wide Sargasso Sea, regény, 1966
  - Széles Sargasso-tenger – Európa, Budapest, 1971 · ISBN 978-963-254-025-2 · fordította: Tandori Dezső
- Tigers Are Better-Looking: With a Selection from "The Left Bank" , novellák, 1968
- Penguin Modern Stories 1 (with Bernard Malamud, David Plante(wd)[30], and William Sansom(wd)[31]), 1969
- My Day: Three Pieces, stories, 1975
- Sleep It Off Lady, stories, 1976
- Smile Please: An Unfinished Autobiography, 1979
  - Nagy mosolyt kérek! – Európa, Budapest, 2001 · ISBN 963-260-164-5 · fordította: Séllei Nóra Archiválva 2022. október 4-i dátummal a Wayback Machine-ben
- Jean Rhys: Letters 1931–1966, 1984
- Early Novels, 1984
- The Complete Novels, 1985
- Tales of the Wide Caribbean, stories, 1985
- The Collected Short Stories, 1987
- Let Them Call It Jazz, stories, 1995
  - Legyen nekik dzsessz – Európa, Budapest, 1980 · ISBN 963-07-1946-0 · fordította: Udvarhelyi Hanna

## Fordítás
- Ez a szócikk részben vagy egészben  a   Jean Rhys című angol Wikipédia-szócikk fordításán alapul.  Az eredeti cikk szerkesztőit annak laptörténete sorolja fel. Ez a jelzés csupán a megfogalmazás eredetét és a szerzői jogokat jelzi, nem szolgál a cikkben szereplő információk forrásmegjelöléseként.